# Észak- és Közép-amerikai, Karibi Labdarúgó-szövetségek Konföderációja
Az Észak- és Közép-amerikai, Karibi Labdarúgó-szövetségek Konföderációja (angolul Confederation of North, Central American and Caribbean Association Football (CONCACAF)) az amerikai kontinens Észak-Amerikát, Közép-Amerikát és a Karib-térséget magába foglaló nemzetközi labdarúgó-szövetsége. Három dél-amerikai terület, Guyana és Suriname független országok, valamint egy francia département, Francia Guyana, szintén itt rendelkeznek tagsággal.
A CONCACAF-ot jelenlegi formájában 1961-ben alapították, öt másik kontinentális szövetség mellett ez a szervezet is csatlakozott a FIFA-hoz. Legfontosabb feladatai közé tartozik a nemzeti válogatottak és klubcsapatok részére versenyek, bajnokságok szervezése, valamint a labdarúgó-világbajnokságok selejtezőtornáinak megszervezése és lebonyolítása.

## Tagországok

### Észak-amerikai Labdarúgó-unió(NAFU)
| - Mexikó | - Egyesült Államok | - Kanada |

### Közép-amerikai Labdarúgó-unió(UNCAF)
| - Belize - Costa Rica - Honduras | - Guatemala - Nicaragua | - Panama - Salvador |

### Karibi Labdarúgó-unió(CFU)
| - Amerikai Virgin-szigetek - Anguilla - Antigua és Barbuda - Aruba - Bahama-szigetek - Barbados - Bermuda1 - Bonaire - Brit Virgin-szigetek - Curaçao - Dominikai Közösség | - Dominikai Köztársaság - Francia Guyana2 - Grenada - Guadeloupe - Guyana2 - Haiti - Kajmán-szigetek - Kuba - Jamaica - Martinique | - Montserrat - Puerto Rico - Saint Kitts és Nevis - Saint Lucia - Saint-Martin - Saint Vincent és a Grenadine-szigetek - Sint Maarten - Suriname2 - Trinidad és Tobago - Turks- és Caicos-szigetek |

1: Észak-amerikai

2: Dél-amerikai

### Eltérések a földrész országai és a CONCACAF tagországai között
- Az Amerikai Egyesült Államok társult állama, Puerto Rico, valamint függő területe, az Amerikai Virgin-szigetek önálló szövetséggel rendelkeznek.
- Az Egyesült Királyság függő területei, Anguilla, Bermuda, a Brit Virgin-szigetek, a Kajmán-szigetek, Montserrat, valamint a Turks- és Caicos-szigetek önálló szövetséggel rendelkeznek.
- A Holland Királyság tengerentúli területei, Aruba, Bonaire, Curaçao és Sint Maarten önálló szövetséggel rendelkeznek.
- Franciaország tengerentúli megyéi, Guadeloupe, Martinique és a dél-amerikai Francia Guyana, valamint tengerentúli területe, Saint-Martin önálló szövetséggel rendelkeznek.
- A dél-amerikai Guyana, Francia Guyana és Suriname a CONCACAF tagjai.

## CONCACAF által szervezett labdarúgótornák

### Országok közötti
- CONCACAF-aranykupa (CONCACAF Gold Cup)
- U20-as CONCACAF-bajnokság (CONCACAF Under-20 Championship)
- U17-es CONCACAF-bajnokság (CONCACAF Under-17 Championship)
- CONCACAF-olimpiai selejtezőtorna (CONCACAF Men Pre-Olympic Tournament)
- Női CONCACAF-aranykupa (CONCACAF Women's Gold Cup)
- U20-as női CONCACAF-bajnokság (CONCACAF Women's Under-20 Championship)
- U17-es női CONCACAF-bajnokság (CONCACAF Women's Under-17 Championship)
- Női CONCACAF-olimpiai selejtezőtorna (CONCACAF Women's Pre-Olympic Tournament)

#### Regionális
- Copa Centroamericana (Copa Centroamericana de UNCAF): Nemzetközi labdarúgótorna közép-amerikai labdarúgó-válogatottak számára, a legjobb 5 vehet részt a CONCACAF-aranykupán.
- Karibi kupa (Caribbean Cup): Nemzetközi labdarúgótorna a karibi labdarúgó-válogatottak számára, a legjobb 4 vehet részt a CONCACAF-aranykupán.

#### Futsal
- CONCACAF-futsalbajnokság (CONCACAF Futsal Championship)
- CONCACAF-futsalklubbajnokság (CONCACAF Futsal Club Championship)

#### Strandlabdarúgás
- CONCACAF-strandlabdarúgó-bajnokság (CONCACAF Beach Soccer Championship)

#### Megszűnt tornák
- CCCF-bajnokság (CCFC Championship) (1941–1961)
- NAFC-bajnokság (NAFC Championship) (1947, 1949, 1990, 1991)
- CONCACAF-bajnokság (CONCACAF Championship) (1963–1989)
- CFU-bajnokság (CFU Championship) (1978–1988)

### Klubcsapatok kupái
- CONCACAF-bajnokok ligája (CONCACAF Champions' Cup)

#### Regionális
- Karibi klubcsapatok kupája (CFU Club Championship)

#### Megszűnt
- Kupagyőztesek CONCACAF-kupája (CONCACAF Cup Winners Cup): Nemzeti kupagyőzteseknek rendezett kupa 1991–1998-ig.
- Karibi Professzionális Labdarúgóliga (Caribbean Professional Football League) (1992–1995)
- CONCACAF-óriások kupája (CONCACAF Giants Cup) (2001)
- Copa Interamericana: Az amerikai kontinens szuperkupája volt. (1968–1998)
- Bajnokcsapatok CONCACAF-kupája (CONCACAF Champions' Cup): A CONCACAF-régió legjobb klubcsapatainak rendezett kupája volt 1962 és 2008 között.
- Észak-amerikai szuperliga (North American SuperLiga) (2007–2010)
- UNCAF-klubcsapatok kupája (Copa Interclubes UNCAF): Közép-amerikai klubcsapatok kupája (1971–2007)

#### Meghívásos alapon
- Copa Libertadores
- Copa Sudamericana (2004–2008)
- Recopa Sudamericana

## Részvételek a labdarúgó-világbajnokságokon
A földrészről eddig tizenegy válogatottnak sikerült kivívnia a világbajnoki részvételt, a legtöbbször Mexikónak, 2018-ig 16 alkalommal. A legjobb eredményt az Egyesült Államok érte el 1930-ban, amikor az elődöntőig jutott (bronzmérkőzést akkor még nem játszottak).
| Csapat             | 1930 | 1934 | 1938 | 1950 | 1954 | 1958 | 1962 | 1966 | 1970 | 1974 | 1978 | 1982 | 1986 | 1990 | 1994 | 1998 | 2002 | 2006 | 2010 | 2014 | 2018 |    |
| ------------------ | ---- | ---- | ---- | ---- | ---- | ---- | ---- | ---- | ---- | ---- | ---- | ---- | ---- | ---- | ---- | ---- | ---- | ---- | ---- | ---- | ---- | -- |
| Mexikó             | •    |      |      | •    | •    | •    | •    | •    | •    |      | •    |      | •    |      | •    | •    | •    | •    | •    | •    | •    | 16 |
| Egyesült Államok   | •    | •    |      | •    |      |      |      |      |      |      |      |      |      | •    | •    | •    | •    | •    | •    | •    |      | 10 |
| Costa Rica         |      |      |      |      |      |      |      |      |      |      |      |      |      | •    |      |      | •    | •    |      | •    | •    | 5  |
| Honduras           |      |      |      |      |      |      |      |      |      |      |      | •    |      |      |      |      |      |      | •    | •    |      | 3  |
| Salvador           |      |      |      |      |      |      |      |      | •    |      |      | •    |      |      |      |      |      |      |      |      |      | 2  |
| Kuba               |      |      | •    |      |      |      |      |      |      |      |      |      |      |      |      |      |      |      |      |      |      | 1  |
| Haiti              |      |      |      |      |      |      |      |      |      | •    |      |      |      |      |      |      |      |      |      |      |      | 1  |
| Kanada             |      |      |      |      |      |      |      |      |      |      |      |      | •    |      |      |      |      |      |      |      |      | 1  |
| Jamaica            |      |      |      |      |      |      |      |      |      |      |      |      |      |      |      | •    |      |      |      |      |      | 1  |
| Trinidad és Tobago |      |      |      |      |      |      |      |      |      |      |      |      |      |      |      |      |      | •    |      |      |      | 1  |
| Panama             |      |      |      |      |      |      |      |      |      |      |      |      |      |      |      |      |      |      |      |      | •    | 1  |
| Összesen           | 2    | 1    | 1    | 2    | 1    | 1    | 1    | 1    | 2    | 1    | 1    | 2    | 2    | 2    | 2    | 3    | 3    | 4    | 3    | 4    | 3    | 42 |

### Legjobb helyezések
elődöntő 
- Egyesült Államok 1× (1930)

negyeddöntő
- Mexikó 2× (1970, 1986)
- Kuba 1× (1938)
- Costa Rica 1× (2014)

csoportkör
- Honduras 3× (1982, 2010, 2014)
- Salvador 2× (1970, 1982)
- Haiti 1× (1974)
- Kanada 1× (1986)
- Jamaica 1× (1998)
- Trinidad és Tobago 1× (2006)
- Panama 1× (2018)

## Részvétel a konföderációs kupán
A félkövérrel jelölt válogatott megnyerte a tornát.
- 1992:[2] Egyesült Államok
- 1995:[2] Mexikó
- 1997: Mexikó
- 1999: Egyesült Államok, Mexikó
- 2001: Kanada, Mexikó
- 2003: Egyesült Államok
- 2005: Mexikó
- 2009: Egyesült Államok
- 2013: Mexikó
- 2017: Mexikó

### Összes részvétel (a lehetséges 10-ből)
7 alkalommal
- Mexikó

4 alkalommal
- Egyesült Államok

1 alkalommal
- Kanada

### Legjobb helyezés
kupagyőztes
- Mexikó 1× (1999)

ezüstérmes
- Egyesült Államok 1× (2009)

csoportkör
- Kanada 1× (2001)

## Részvétel az olimpiai labdarúgótornán
- 1896 – nem volt labdarúgótorna
- 1900[3] – nem indultak labdarúgócsapatok a térségből
- 1904[4] – Egyesült Államok (két csapattal), Kanada
- 1908 – nem indultak labdarúgócsapatok a térségből
- 1912 – nem indultak labdarúgócsapatok a térségből
- 1920 – nem indultak labdarúgócsapatok a térségből
- 1924 – Egyesült Államok
- 1928 – Egyesült Államok, Mexikó
- 1932 – nem volt labdarúgótorna
- 1936 – Egyesült Államok
- 1948 – Egyesült Államok, Mexikó
- 1952 – Egyesült Államok, Holland-Antillák
- 1956 – Egyesült Államok
- 1960 – nem indultak labdarúgócsapatok a térségből
- 1964 – Mexikó
- 1968 – Guatemala, Mexikó, Salvador
- 1972 – Egyesült Államok, Mexikó
- 1976 – Guatemala, Kanada, Kuba, Mexikó
- 1980 – Costa Rica, Kuba
- 1984 – Costa Rica, Egyesült Államok, Kanada
- 1988 – Egyesült Államok, Guatemala
- 1992 – Egyesült Államok, Mexikó
- 1996 – Egyesült Államok, Mexikó
- 2000 – Egyesült Államok, Honduras
- 2004 – Costa Rica, Mexikó
- 2008 – Egyesült Államok, Honduras
- 2012 – Honduras, Mexikó
- 2016 – Honduras, Mexikó

### Összesen részt vettek (a lehetséges 26-ból)
14 alkalommal
- Egyesült Államok[5][6]

11 alkalommal
- Mexikó

4 alkalommal
- Honduras

3 alkalommal
- Costa Rica
- Guatemala
- Kanada[5]

2 alkalommal
- Kuba

1 alkalommal
- Holland Antillák+
- Salvador

### Legjobb helyezések
olimpiai bajnok
- Mexikó 1× (2012)
- Kanada 1×[5] (1904)[7]

ezüstérmes
- Egyesült Államok 1×[5] (1904)[8]

negyedik helyezett
- Honduras 1× (2016)

negyeddöntő
- Guatemala 1× (1968)
- Kuba 1× (1980)
- Costa Rica 1× (2004)

nyolcaddöntő 
- Holland Antillák 1× (1952)[10]

első kör
- Salvador 1× (1968)

## Lásd még
- Nemzeti labdarúgó-válogatottak listája
- FIFA-országkódok listája
- Afrikai Labdarúgó-szövetség
- Ázsiai Labdarúgó-szövetség
- Dél-amerikai Labdarúgó-szövetség
- Európai Labdarúgó-szövetség
- Óceániai Labdarúgó-szövetség